# Michio Kobayashi
Michio Kobayashi (ur. 28 października 1914, zm. 4 czerwca 1942) – japoński oficer, kaigun-tai'i, pilot bombowców nurkujących japońskiej marynarki wojennej, lotniskowca „Hiryū”.

## Życiorys
Do akademii marynarki w Etajima wstąpił w 1934 roku, szkolenie lotnicze rozpoczął w roku 1938. W chwili wybuchu wojny na Pacyfiku w randze porucznika dowodził eskadrą bombowców nurkujących grupy lotniczej „Hiryū”, uważaną za najlepszą eskadrę w całej flocie. Podczas bitwy pod Midway wykonał poranny atak na atol Midway, po czym o godzinie 10:54 poprowadził pierwszy kontratak „Hiryū” przeciwko USS „Yorktown” (CV-5), ciężko uszkadzając amerykański lotniskowiec. Sam Kobayashi zginął jednak podczas ataku, zestrzelony prawdopodobnie przez pilotów Thomasa Provosta i Jamesa Halforda.